# Bergekongen
Der Bergekongen (norwegisch für König der Berggnome) ist ein 2385 m hoher Nunatak im ostantarktischen Königin-Maud-Land. Im westlichen Teil des Gebirges Sør Rondane ragt er westlich des Tussebreen im nordwestlichen Abschnitt des Gandrimen auf.
Wissenschaftler des Norwegischen Polarinstituts benannten ihn 1988.